# Plecopterodes pulcra
Plecopterodes pulcra är en fjärilsart som beskrevs av Fabricius 1794. Plecopterodes pulcra ingår i släktet Plecopterodes och familjen nattflyn. Inga underarter finns listade i Catalogue of Life.